# Assa darlingtoni
Az Assa darlingtoni a kétéltűek (Amphibia) osztályának békák (Anura) rendjébe, a Myobatrachidae családba, azon belül az Assa nembe tartozó faj.

## Előfordulása
Ausztrália endemikus faja. Ausztrália Új-Dél-Wales államának nyugati szélén, és Queensland ezzel szomszédos hegyvidéki területein honos. Elterjedési területének mérete nagyjából 36 000km².

## Nevének eredete
Nevét ifjabb Philip Jackson Darlington (1904–1983) entomológus, zoológus tiszteletére kapta.

## Megjelenése
Apró termetű békafaj, testhossza elérheti a 25 mm-t. Háta barna vagy sötétbarna, rajta sötétebb foltokkal. Szemei között gyakran V alakú minta látható. Szeme mögül egészen az ágyékáig fekete csík húzódik. Hasa krémszínű, barna mintázattal. Pupillája vízszintes elhelyezkedésű, írisze arany színű. Mellső és hátsó lábfejei úszóhártya nélküliek; ujjai végén nincsenek korongok. A hím testének mindkét oldalán zseb helyezkedik el, amikbe a kikelés után az ebihalak bemásznak, kifejlődésük ezekben a zsebekben megy végbe. A zsebekből már kifejlett apró békaként kerülnek ki.

## Életmódja
A párzás tavasztól őszig tart. A nőstény a petéket a földre, nedves avar alá helyezi. Az ebihalak elérhetik a másfél cm hosszúságot, színük fehér. Kikelésük után a hímek oldalán lévő bőrzsebekbe másznak, ahol a teljes kifejlődés végbe megy. A kifejlődés két-három hónapot vesz igénybe.

## Természetvédelmi helyzete
A vörös lista a nem fenyegetett fajok között tartja nyilván. A faj elterjedési területének nagy részén védett területeken él. Queensland állam törvényei ritka fajnak tartják, Új-Dél-Wales a sebezhető fajok között tartja nyilván.